# Nemo plus iuris
Nemo plus iuris in alium transferre potest quam ipse habet (łac.) – paremia prawnicza, oznaczająca: nikt nie może przenieść na drugą osobę więcej praw, aniżeli sam posiada. Zasada ta wywodzi się z prawa spadkowego.
Zgodnie z tą zasadą zbywający prawo własności bądź dysponujący innym prawem zbywalnym nie może rozporządzić swoim prawem w szerszym zakresie, niż jemu samemu przysługuje (i tak np. licencjobiorca nie może zbyć autorskich praw majątkowych do utworu, dzierżawca nie może przenieść własności przedmiotu dzierżawy itd.).
W obowiązującym prawie polskim zasada ta doznaje licznych wyjątków:
- nabycie rzeczy ruchomej od nieuprawnionego (na zasadach określonych w art. 169 KC)
- nabycie prawa rzeczowego lub wierzytelności zabezpieczonej hipotecznie wskutek działania rękojmi wiary publicznej ksiąg wieczystych (art. 5 i art. 80 ustawy o księgach wieczystych i hipotece)
- nabycie rzeczy lub prawa uprzednio zbytego na podstawie czynności prawnej pozornej (art. 83 § 2 KC)
- nabycie składnika spadku od osoby, która uzyskała stwierdzenie nabycia spadku (art. 1028 KC)
- nabycie na podstawie czynności prawnej dokonanej bez wymaganej zgody drugiego małżonka (art. 38 KRO)
- nabycie weksla lub czeku od nieuprawnionego (art. 16 prawa wekslowego i art. 17 prawa czekowego)
- nabycie patentu od nieuprawnionego (art. 75 w zw. z art. 74 prawa własności przemysłowej)
- nabycie przez rolniczą spółdzielnię produkcyjną użytkowania na gruncie wniesionym przez członka spółdzielni, który nie był upoważniony do rozporządzania nim (art. 279 § 2 KC w zw. z art. 141 § 1 prawa spółdzielczego).

 Zapoznaj się z zastrzeżeniami dotyczącymi pojęć prawnych w Wikipedii.